# Ara Chiraz
Pour les articles homonymes, voir Chiraz (homonymie).
Ara Chiraz (en arménien : Արա Շիրազ), né Aramazd Karapetyan le 8 juin 1941 à Erevan – mort le 18 mars 2014 dans la même ville, est un sculpteur arménien. Il était le fils des poètes Sylva Kapoutikian et Hovhannès Chiraz.

## Biographie
Ara Chiraz est diplômé de l'École des Beaux-Arts d'Erevan en 1966.
Il a participé à de nombreuses expositions de jeunes artistes en Arménie et en Union soviétique. Il a été membre de l'Union des peintres d'Arménie de 1968 jusqu'à sa mort. 
Ses œuvres ont été exposées dans les grandes villes d'URSS (Moscou, Leningrad, Tbilissi) dans le cadre d'expositions personnelles et collectives. 
Il a participé au Festival d'art arménien « De l'Ourartu à nos jours » à Paris en 1970
Ara Chiraz se caractérise par ses œuvres sculpturales monumentales. Il a reçu le Prix d'État de la République d'Arménie pour ses sculptures ornementales décorant la façade de l'hôtel Dvin à Erevan. En 1977, il obtient le titre d'artiste émérite d'Arménie. En 1987, il a été élu président de l'Union des artistes d'Arménie et membre du Secrétariat de l'Union des artistes de l'URSS.
En 2017, ses œuvres ont été exposées à la Galerie nationale d'Arménie dans une exposition intitulée « Ara Chiraz : Rétrospective ».

## Galerie

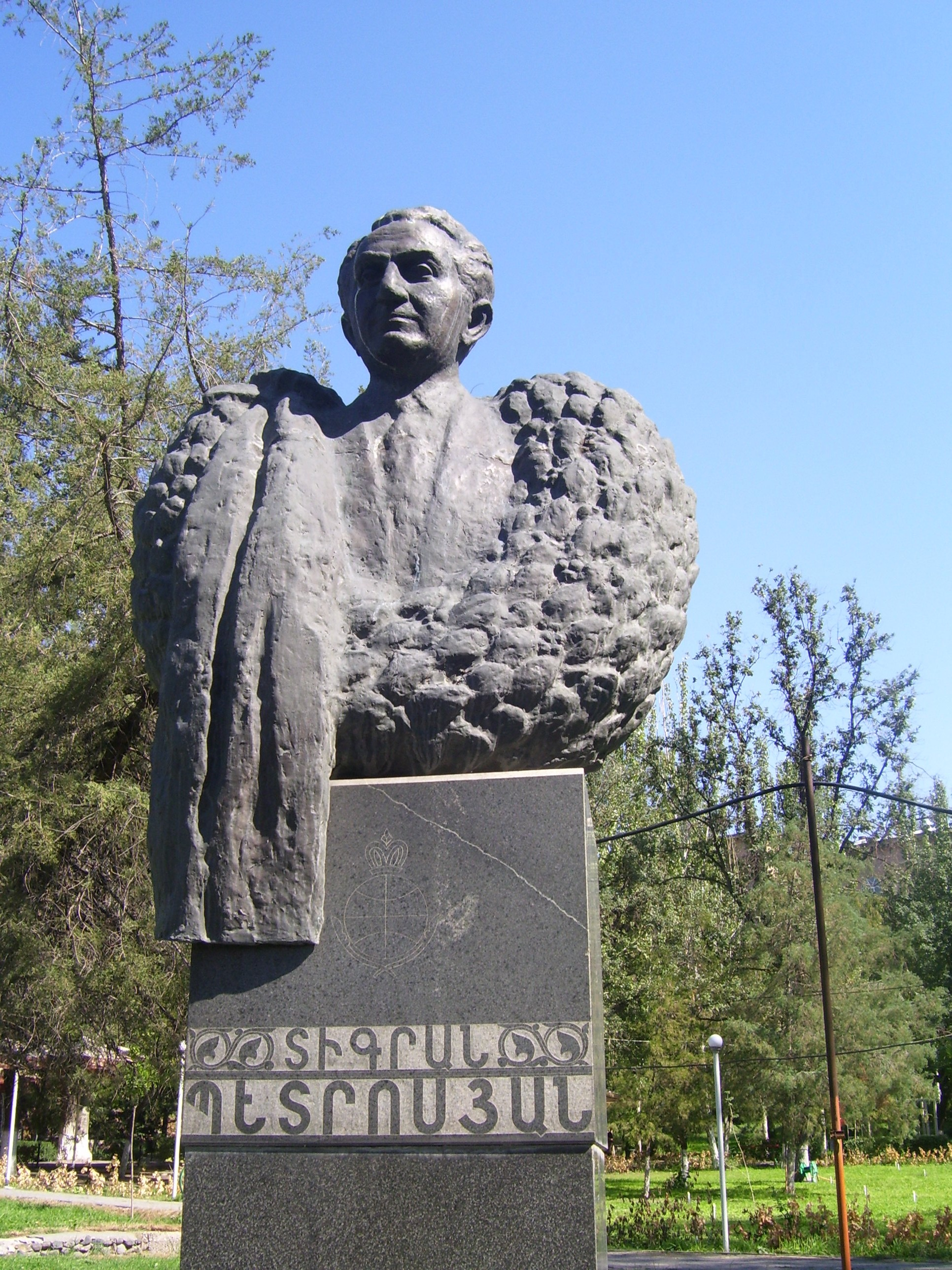
Statue de Tigran Petrosian.
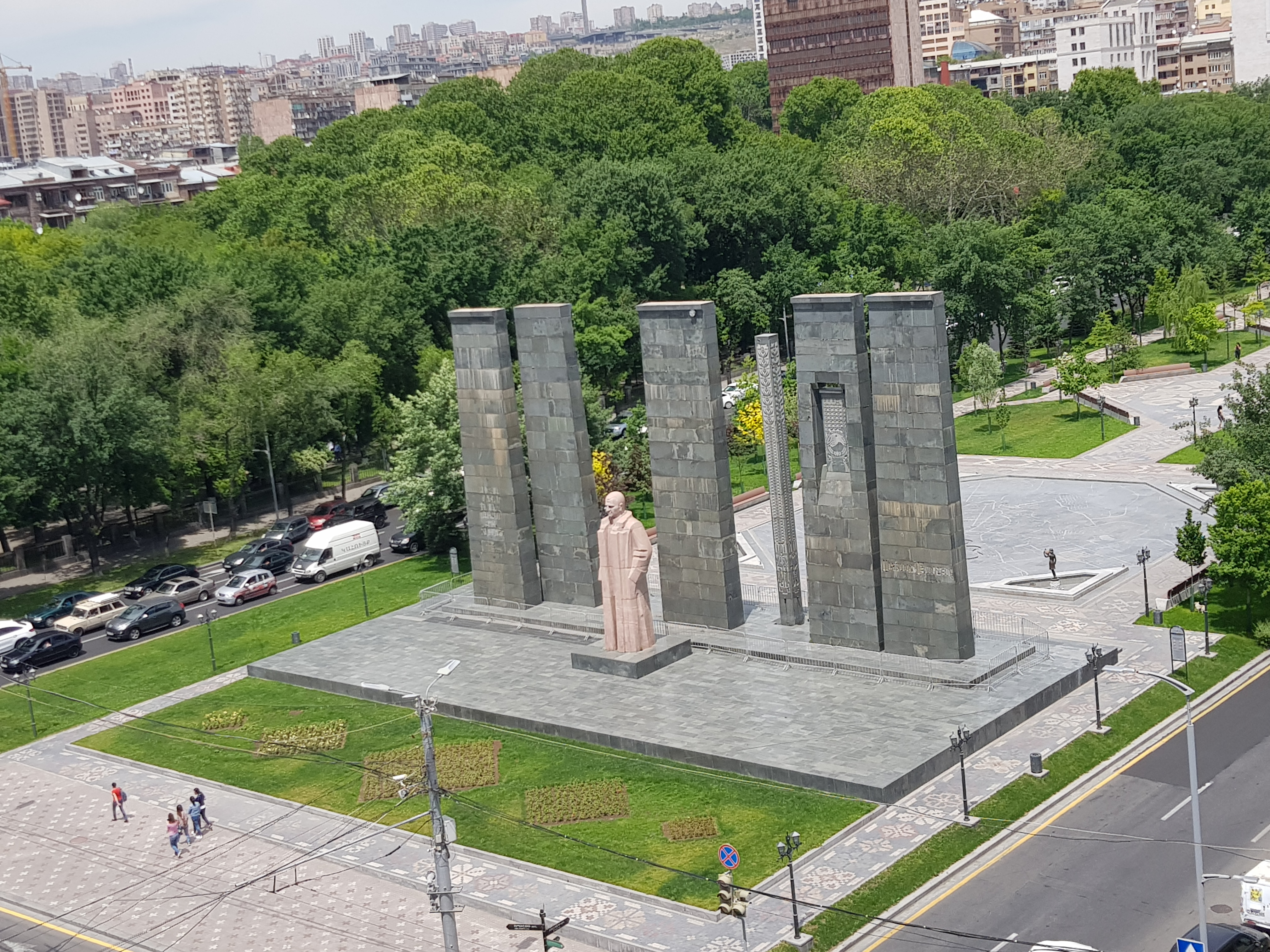
Mémorial d’Alexandre Myasnikyan.
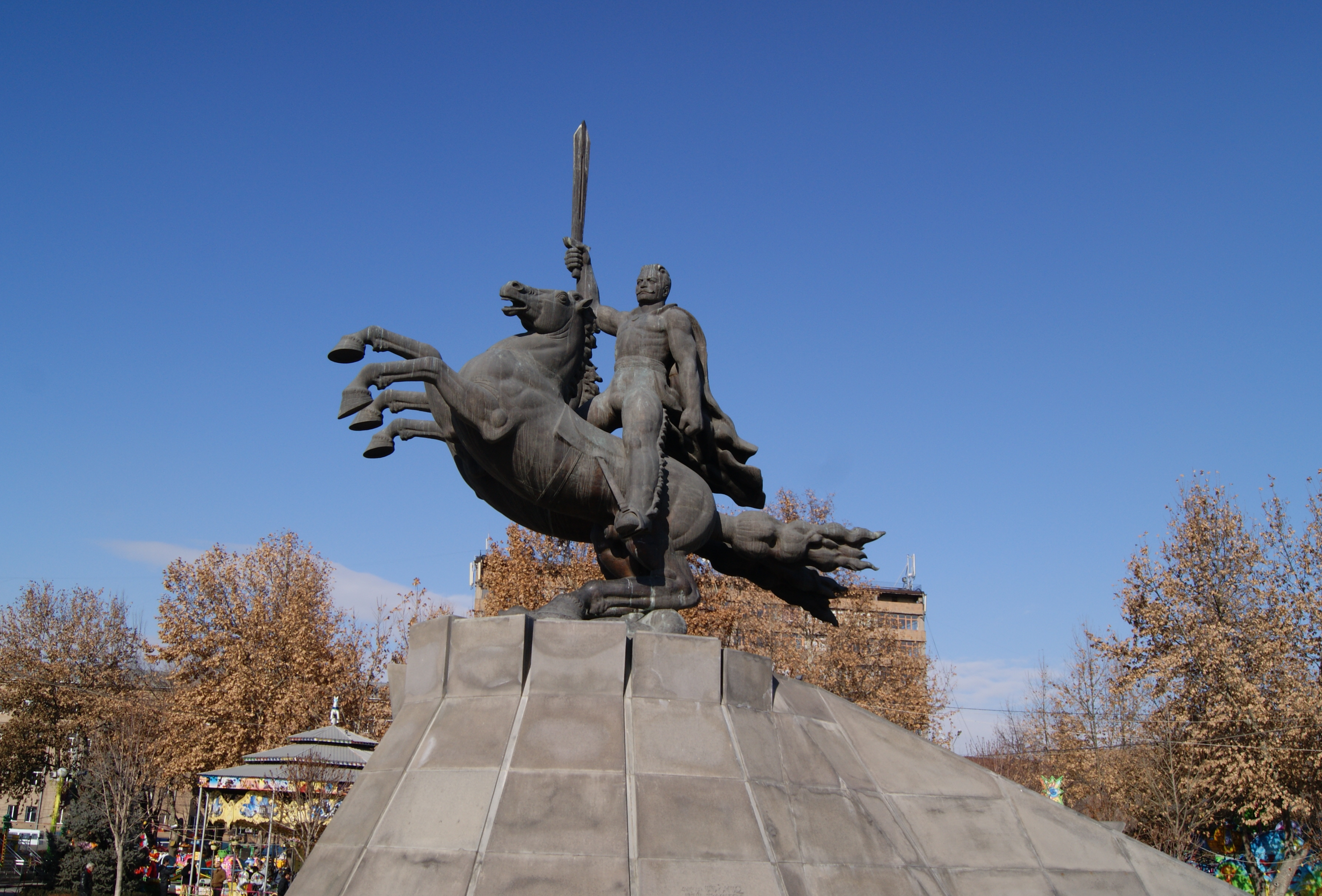
La statue équestre d'Andranik Ozanian par Chiraz au centre d'Erevan.
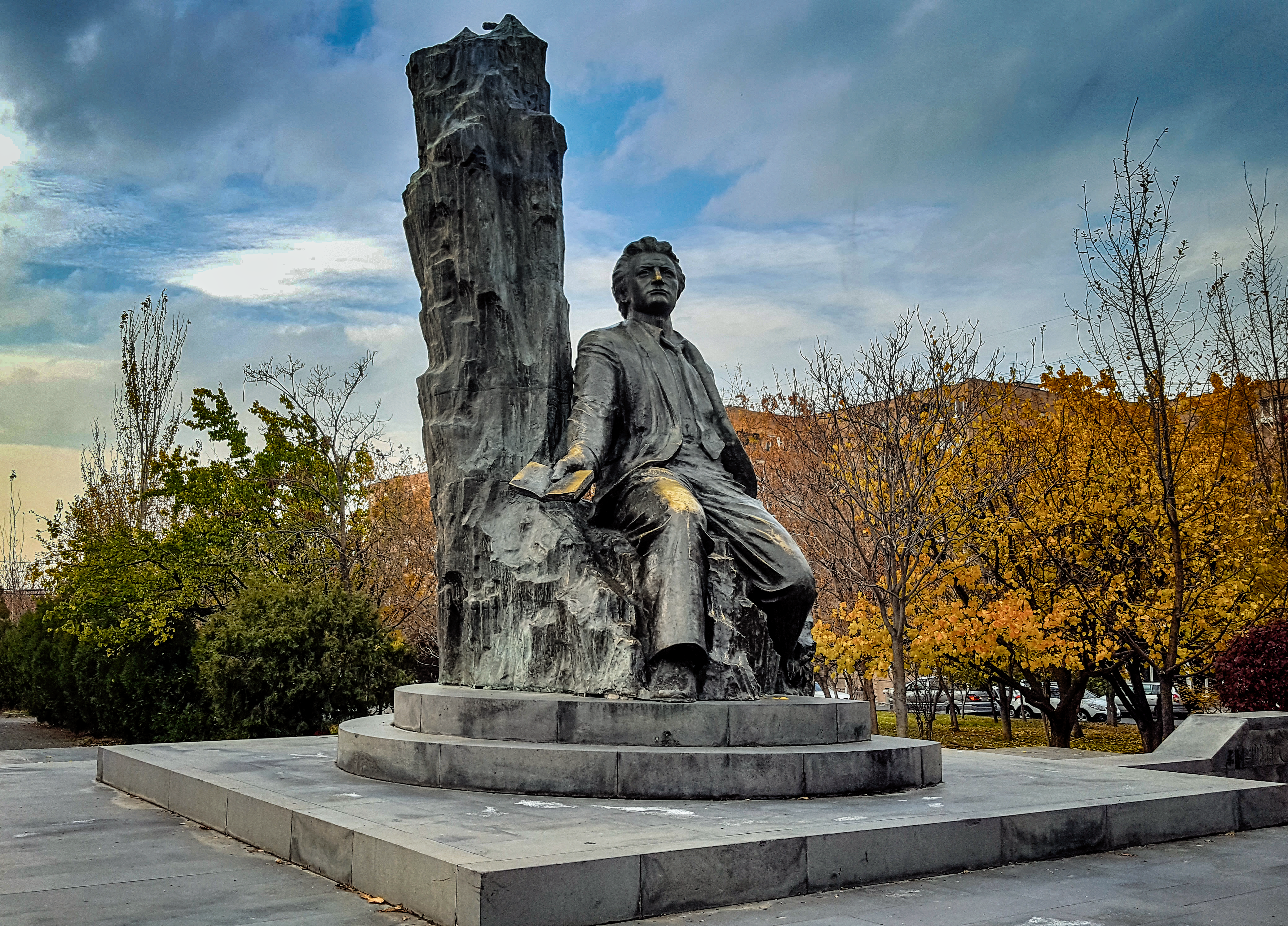
Statue d’Hovhannes Shiraz dans le district de  Malatia-Sebastia.